# CJ ENM Music Performance Division
CJ ENM Music Performance Division é uma empresa de entretenimento sul-coreana sediada em Seul, que produz, transmite, distribui e oferece grande variedade de música e entretenimento. É uma subsidiária da CJ ENM, parte do CJ Group. Alguns dos artistas musicais de melhor desempenho comercial foram formados pela Mnet, tais como Lee Hyori, SG Wannabe e SeeYa. Sua lista atual de artistas incluem T-ara, CNBLUE e F.T. Island.

## Negócios
A Mnet Media consiste de cinco divisões:
- Música – gestão de entretenimento (planejamento e desenvolvimento musical, produção e vedas, concertos, etc.)
- Radiodifusão – produção de programas de variedades, possui dois canais a cabo de música: Mnet e KMTV.
- Conteúdo musical online – manutenção da loja musical online Mnet.com
- ASP – Naver, LG Telecom provedor de conteúdo musical móvel
- Gerenciamento de artistas – gerenciamento e suporte de artistas

## MBK Entertainment
A MBK Entertainment  é a principal gravadora da Mnet Media. A então GM Planning da CJ (atualmente conhecida como Mnet Media) adquiriu e integrou três empresas — MAXMP3, Poibos e Mediopia. No entanto, a fim de reduzir o tamanho, uma subsidiária separada foi criada. O atual CEO da Mnet Media é Kim Kwang-soo.

### Cantores
- T-ara

- DIA

- BAE173

- Davichi
- Coed School (passou da GM Contents Media para a Core Contents Media em outubro de 2012)
- 5dolls (passou da GM Contents Media para a Core Contents Media em outubro de 2012)
- SPEED (passou da GM Contents Media para a Core Contents Media em outubro de 2012)
- Gangkiz (passou da GM Contents Media para a Core Contents Media em outubro de 2012)
- The SeeYa
- Lee Boram (ex-integrante do SeeYa)
- Minzy  (ex-integrante do 2NE1)
- fromis_9
- Kim Chung-ha
- Block B

### Atores
- Ha Seok-jin
- No Min-woo
- Cha Juhyuk (ex-integrante do Coed School)
- Eunjung (T-ara)
- Hyomin (T-ara)
- Jiyeon (T-ara)
- Qri (T-ara)
- Soyeon (T-ara)

## Maroo Entertainment
A Maroo Entertainment é uma gravadora subsidiária da MBK Entertaiment .

### Artistas da gravadora
- Supernova

- Park Jihoon (ex-integrante do Wanna One)

- GHOST9

## FNC Entertainment
A FNC Entertainment é uma gravadora subsidiária da Mnet Media.

### Músicos da gravadora
- AOA
- CNBLUE
- F.T. Island
- Juniel
- M Signal
- Oh Won Bin
- SF9
- N.Flying
- Cherry Bullet

### Atores
- Gwak Dong Yeon
- Lee Dong-gun
- Lee Han Na
- Park Gwang Hyun
- Song Se Hyun
- Yoon Jin-seo
- Jung Yong-hwa (CNBLUE)
- Kang Min-hyuk (CNBLUE)
- Lee Jong-hyun (CNBLUE)
- Lee Jung-shin (CNBLUE)
- Lee Hongki (F.T. Island)

## Passados

### Artistas da gravadora
- Black Pearl
- Chae Dong Ha
- Hong Jin-young
- Jo Sungmo
- Kim Jong Kook
- Kim Yeonji
- Lee Hyori
- Lee Soomi
- M TO M
- Mika
- Nam Gyuri
- Ock Joo-hyun
- Ryu Hwayoung
- SeeYa
- SG Wannabe
- Yangpa

### Atores
- Han Eun-jeong
- Hwang Jung-eum
- Lee Beom-soo
- Song Seung-heon